# Karin Månsdotter
Karin Månsdotter (Stoccolma, 6 novembre 1550 – Kangasala, 13 settembre 1612) fu regina consorte di Svezia a fianco del marito Eric XIV di Svezia (1533-1573).

## Biografia
Era figlia di Måns, un soldato, e della moglie Ingrid. Sua madre proveniva da una famiglia di contadini di Uppland, e si diceva che vendesse verdura nelle piazze. Nel 1564 venne assunta come cameriera in una taverna di proprietà di Karin, moglie del fidato musicista di corte Gert Cantor. Divenne poi cameriera della principessa Elisabetta Vasa, sorella di Eric XIV di Svezia.

### Concubina di Eric XIV
Divenne concubina del re nel 1565. Sembra che la sua posizione fosse abbastanza ufficiale, dato che le vennero dati vestiti costosi, la possibilità di presenziare apertamente a corte, un appartamento e dei servi. Nell'estate del 1565, prese parte del seguito del re a Skara. I conti reali mostrano che le è stato dato un nuovo e costoso guardaroba e un nuovo entourage, tra cui la sua ex datrice di lavoro: Karin, la moglie di Gert Cantor. Quando sua figlia Sigrid nacque nel 1566, fu trattata come una principessa legittima. Prima di lei, il re aveva avuto diverse concubine, tra cui Agda Persdotter e Doredi Valentinsdotter, tuttavia dopo essersi legato a Karin non ebbe più altre donne. Ricevette un'istruzione e imparò a leggere e scrivere. Il forte attaccamento del re per la compagna fu oggetto di scandalo e venne visto dal popolo come frutto di qualche sortilegio.
È stata descritta come una giovane molto bella con lunghi capelli biondi e occhi innocenti. Il re era mentalmente instabile e sembrava essere l'unica a riuscire a confortarlo e calmarlo, il che la rendeva molto apprezzata dai suoi parenti. Non aveva nemici personali a corte, ma non era rispettata, e il loro matrimonio nel 1568 fu considerato uno scandalo e potrebbe aver contribuito alla sua detronizzazione.
Nel 1567, Erik decise di sposare Karin in base all'accordo stipulato con il Consiglio nel 1561, in cui gli era stato promesso di sposare chi voleva. I suoi piani furono sostenuti dal suo consigliere Jöran Persson, poiché i negoziati stranieri erano falliti. Sembra che Karin sia stata una buona amica della moglie di Persson, Anna Andersdotter, che a quanto pare l'ha spesso accompagnata nei suoi viaggi tra i diversi palazzi reali. Non è noto se Karin avesse mai avuto influenza politica presso il marito.
I suoi contemporanei, specialmente i nobili di corte, presto la usarono per fare appello a Erik XIV per loro, e sembra che abbia fatto del suo meglio per farlo. Nel maggio del 1567, Erik XIV è vittima di una sorta di collasso mentale. Imprigionò diversi uomini della nobile famiglia Sture, tra i quali la famiglia Sture. La contessa Märta Sture, sorella dell'ex regina Margherita Leijonhufvud, fece appello a Karin Månsdotter affinché i prigionieri fossero liberati. Karin le assicurò che nessuno avrebbe fatto del male ai prigionieri. Più tardi, la stessa mattina, il re visitò Svante Sture in prigione, cadde in ginocchio davanti a lui e implorò la sua pietà. Più tardi nello stesso giorno, tuttavia, i prigionieri furono giustiziati. EriK XVI scomparve poco dopo e Karin partecipò alla ricerca; è stato trovato nella canonica di Odensala.
Karin fece delle donazioni alle sorelle dell'Abbazia di Vadstena in tre occasioni tra il 1566 e il 1568, e si nota che la sua più grande donazione fu fatta durante la malattia di Erik XIV nel 1567.

## Regina
Erik XIV e Karin si sposarono morganaticamente nel 1567 e ufficialmente il 4 luglio 1568, quando venne incoronata regina. La prima cerimonia di nozze fu celebrata dall'arcivescovo Laurentius Petri il 29 dicembre 1567. Durante questo periodo, Erik XIV fu periodicamente colpito dai suoi problemi mentali e al suo posto regnò una reggenza. Il matrimonio, i problemi mentali di Erik XIV e l'elevazione di Karin aumentarono le voci. In una lettera alla sorella di Erik XIV, Sofia, è stato riferito che "La follia che lo domina è una conseguenza delle sue azioni. Era in qualche modo instabile anche prima, e ora è completamente così, guidato da sua moglie", sottintendendo che Karin usava la stregoneria. La moglie del consigliere Jöran Persson, Anna Andersdotter, intima amica di Karin, è stata accusata di aver diffuso le voci e condannata per calunnia, ma è stata graziata su richiesta di Karin stessa. Quando Erik XVI si riprese e la reggenza fu sciolta, Karin intervenne per fare pace tra Erik XVI e suo fratello Giovanni.
Il matrimonio ufficiale ebbe luogo a Storkyrkan il 4 luglio 1568, seguito il giorno dopo dall'incoronazione. Karin fu accompagnato all'altare dal cugino del re, Per Brahe sotto uno stendardo di tessuto dorato portato da quattro nobili. Il matrimonio fu unico; mai prima i figli della coppia erano stati presenti a un matrimonio reale per confermare il loro status ufficiale. L'incoronazione fu celebrata con grandi festeggiamenti a Stoccolma per confermare la legittimità della nuova regina. I parenti di Karin, i suoi tre zii materni di Uppland, Hans Jakobsson, Jakob Jakobsson ed Erik Nilsson, erano presenti vestiti con abiti fatti per loro dal sarto reale. Durante l'incoronazione, il Lord Cancelliere Nils Gyllenstierna, che portava la corona, svenne e lasciò cadere la corona sul pavimento. Questo è stato considerato di cattivo auspicio.
Durante il suo periodo come regina, Karin fece regali ai suoi amici e parenti. È noto che la regina Karin ha concesso due proprietà reali nel 1568: il 1 maggio concede le entrate di Rörstrand, a Solna, a Torbrjörn Klockare, e il 24 luglio concede Aleby, in Botkyrka, a Lasse Jakobsson, firmando se stessa nella prima documento come "Karin Månsdotter" e nel secondo come "Regina Katarina". Subito dopo l'incoronazione i parenti di Eric protestarono e vennero per questo imprigionati.
Karin diede alla luce quattro figli:
- Sigrid (16 ottobre 1566-24 aprile 1633);
- Gustavo (28 gennaio 1568-22 febbraio 1607);
- Enrico (24 gennaio 1570-11 gennaio/7 giugno 1574);
- Arnoldo (1 novembre 1572-1573).

### Prigionia
Karin fu imprigionata prima con EriK al palazzo reale di Stoccolma, poi al castello di Turku (1570-71), al castello di Kastelholm, al castello di Gripsholm (1571-73) e al castello di Västerås (1573). Poco dopo essere stati imprigionati, i loro figli furono affidati alle cure della regina vedova Caterina Stenbock e della loro governante francese Johanna (Jeanne) de Herboville, ma si riunirono con i loro genitori nel 1570. Durante la loro detenzione, è stato riferito che Karin rimproverò EriK per le persone che aveva ucciso durante il suo regno.
Nell'estate del 1569, un tentativo di liberare i prigionieri e riportare Erik XIV sul trono fu fatto da un gruppo di cospiratori guidati dalla dama di compagnia di Karin, Elin Andersdotter, e dal segretario personale di Karin, Thomas Jakobsson. La cospirazione fu scoperta e Andersdotter e Jakobsson furono giustiziati.
La coppia venne separata il 14 giugno 1573 per impedire la nascita di altri discendenti legittimi. Karin e i figli vennero messi agli arresti domiciliari nel Castello di Turku, in Finlandia. Nel 1575 suo figlio Gustavo riuscì a raggiungere la Polonia.
Nel 1577 ricevette la notizia della morte del marito e venne liberata. Le venne concesso di vivere a Kangasala, in Finlandia, dove trascorse il resto della sua vita.

## Vedovanza
Tornò alla corte svedese due volte:
1. la prima volta nel 1577, appena rimasta vedova, si recò a Stoccolma per chiedere un sostegno economico, che poi le venne dato;
2. la seconda volta nel 1582, incontrò la regina Caterina Jagellona e la regina vedova Caterina Stenbock in quello che venne chiamato la "visita delle tre regine".

Nel 1587, sua figlia Sigrid fu nominata dama di compagnia della figlia del nuovo re, la principessa Anna, che seguì il fratello Sigismondo a Varsavia, dove era stato eletto re. Karin l'ha accompagnata nel suo viaggio. A Varsavia, incontrò di nuovo suo figlio Gustavo. Lo vide ancora una volta in Estonia nel 1595. Cercò di aiutarlo finanziariamente, e per il resto della sua vita, cercò di ottenere il permesso per lui di tornare in Svezia, ma non lo vide mai più. Sua figlia Sigrid, d'altra parte, sposò due nobili svedesi e passò spesso del tempo con sua madre.
Divenne rispettata e amata in Finlandia: durante la Guerra di Cudgel (1596-1597) infatti i ribelli non saccheggiarono le sue proprietà. Ha avuto anche successo nella gestione degli affari della tenuta; nel 1587, il maniero di Liuksiala fu una delle proprietà più redditizie della Finlandia e nel 1599 divenne il secondo più redditizio. Mantenne la sua neutralità durante il conflitto aristocratico finlandese con Carlo IX di Svezia. Sua figlia fu costretta a fuggire da Carlo IX a Riga nel 1598, ma quando tornò nel 1603, Karin le diede rifugio. Nell'agosto del 1605, Carlo IX diede istruzioni che Karin e sua nipote (la figlia di sua sorella, che apparentemente stava con lei) dovessero trasferirsi a Stoccolma. Non si sa perché, ma potrebbe essere stato a causa della situazione politica in Russia, dove suo figlio era un partecipante. Nel 1606, Karin chiese a Carlo IX il permesso di liberare i suoi affittuari dalle tasse reali in modo che potesse usare i loro soldi per comprare la libertà di suo figlio, che all'epoca era un prigioniero in Russia, ma il re rifiutò. Nel 1607, Karin proibì comunque ai suoi inquilini di pagare le tasse reali. Il re allora le mandò i suoi rappresentanti per spiegare che questo non poteva essere accettato. Poco dopo, l'affare si concluse con la morte di suo figlio in prigionia. 

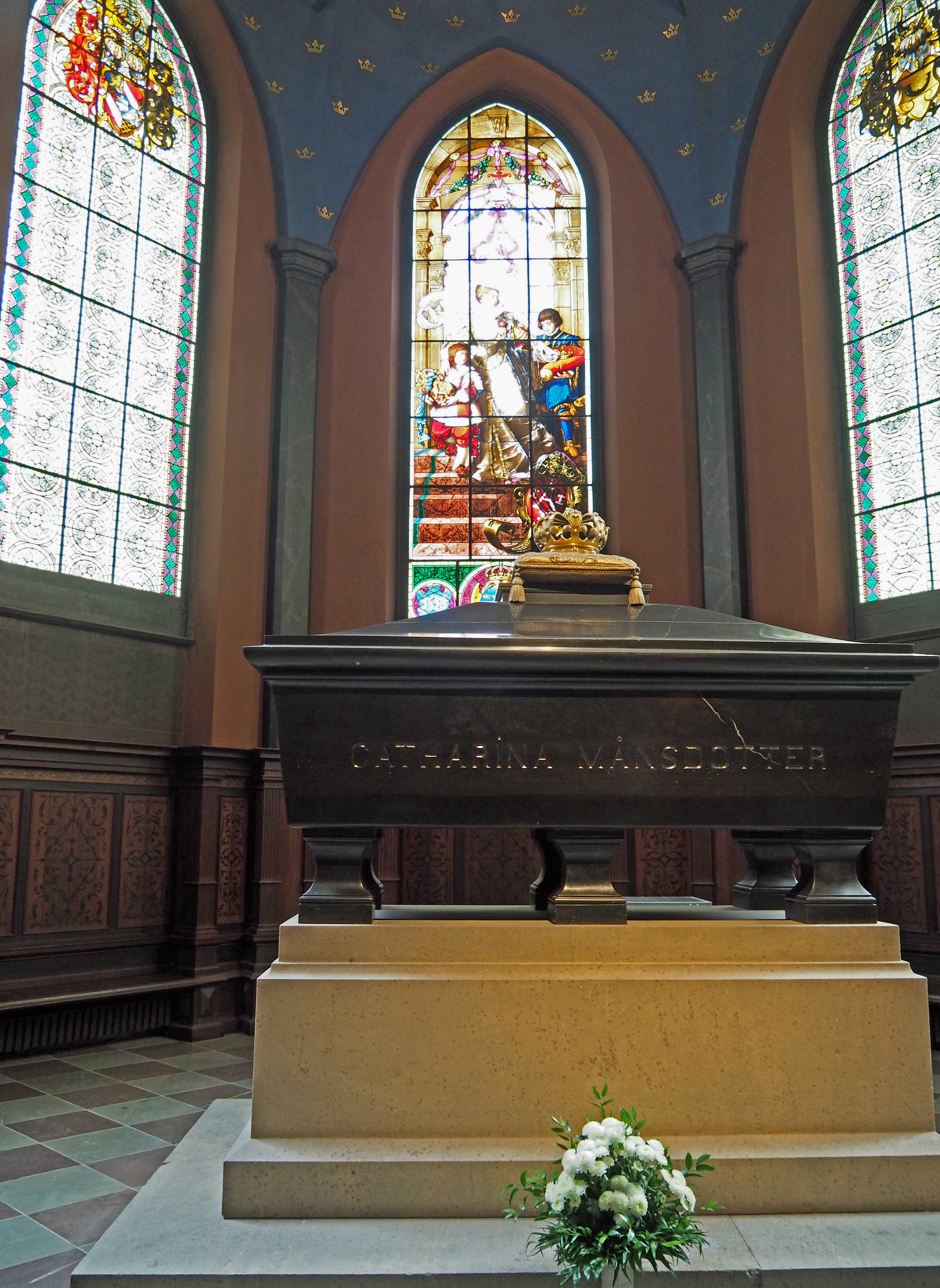
Tomba di Karin Månsdotter e monumento sepolcrale nella Cattedrale di Turku.

## Morte
Morì pacificamente dopo un periodo di malattia il 13 settembre 1612 a Kangasala. È sepolta nella cattedrale di Turku.
Karin Månsdotter fu la prima amante reale di un monarca svedese a diventare regina da Cristina Abrahamsdotter nel 1470. Sebbene tre regine svedesi nel suo stesso secolo non fossero di sangue reale, ma nobildonne, Karin Månsdotter fu l'unica prima di Silvia Sommerlath che era una cittadina comune, non contando la regina Désirée, che nonostante fosse nata popolana divenne la principessa di Pontecorvo quattro anni prima di diventare regnante svedese.

## Cultura di massa
Karin Månsdotter è stata ritratta in film e libri. Il film Karin Månsdotter di Alf Sjöberg è stato realizzato nel 1954. L'autore finlandese Mika Waltari ha scritto un romanzo storico Karin Månsdotter nel 1942 (in finlandese, tradotto in svedese nel 1943).
L'asteroide 832 Karin è chiamato in suo onore.